# Нейматова, Машадиханум Саадулла кызы
Машадиханум Саадулла кызы Нейматова (азерб. Məşədixanım Sədulla qızı Nemətova; 5 января 1924, Забрат, Бакинский уезд — 26 декабря 2016 или 2016, Баку) — советский и азербайджанский историк-эпиграфист, востоковед.

## Биография
Родилась в 1924 году в крестьянской семье. В годы коллективизации семья подверглась репрессиям. Было отобрано всё имущество. Отец Садулла был объявлен кулаком. Вследствие этих событий он и трое других взрослых членов семьи один за одним ушли из жизни. Мешедиханум и её сестры и братья остались на попечении старшего брата (погиб позднее под Сталинградом).
В 1941 году окончила среднюю школу и поступила на востоковедческий факультет Азербайджанского государственного университета. В 1948 году поступила в аспирантуру Института истории АН Азербайджанский ССР. В 1954 году защитила кандидатскую, в 1968 году — докторскую диссертацию.
Научную деятельность начала в 1953 году в Институте истории Академии наук Азербайджанской ССР. С 1971 года — руководитель эпиграфической группы. С 1993 года возглавила ту же группу в Институте археологии.

## Научная деятельность
Основное направление научных интересов — средневековые эпиграфические памятники Азербайджана. Ею было собрано свыше 2 500 эпиграфических памятников, и определено их значение. В числе других научных исследований — труды по мусульманским надписям в Армении, Грузии и Дагестане.
Автор более 300 научных работ, в том числе 12 монографий, в том числе шеститомника «Коллекция эпиграфических памятников Азербайджана».
Основатель эпиграфической школы Азербайджана. На основе эпиграфических источников уточнила назначение и дату ряда архитектурных памятников, среди которых время создания Шамкирской башни. Проведённые ею исследования источников, написанных на арабском языке в трех гробницах Абшерона 13 и 14 веков раскрыли, что сирийцы-христиане жили в Туркестане и участвовали в формировании азербайджанского народа.
В 2001 году избрана членом-корреспондентом Национальной академии наук Азербайджана.

### Научные труды
- Корпус Эпиграфических памятников 1991 год
- Корпус Эпиграфических памятников 2001 год
- Корпус Эпиграфических памятников 2008 год
- Корпус Эпиграфических памятников 2011 год
- Мемориальные памятники Азербайджана (XII—XIX века)

## Награды и звания
- Орден «Слава» (2009)

## Примечание
1. 1 2  Deutsche Nationalbibliothek Record #135952778 // Gemeinsame Normdatei (нем.) — 2012—2016.
2. ↑  Скончалась ученый-историк Машадиханым Нейматова. Национальная академия наук Азербайджана (26 декабря 2016). Дата обращения: 30 декабря 2016. Архивировано 29 декабря 2016 года.
3. ↑  Hüseynli. A. Zabrat və zabratlılar. — «Nurlan», 2007. — С. 287.
4. ↑  Национальная академия наук Азербайджана // Нейматова Мешадиханум Саадулла кызы. Дата обращения: 21 января 2020. Архивировано 22 июля 2019 года.